# 上宮津村
上宮津村（かみみやづむら）は、京都府与謝郡にあった村。現在の宮津市の南端にあたる。

## 地理
- 山岳：杉山、鍋塚

## 歴史
- 1889年（明治22年）4月1日 - 町村制の施行により、小田村・喜多村・今福村の区域をもって発足。
- 1951年（昭和26年）4月1日 - 宮津町に編入。同日上宮津村廃止。

## 交通

### 鉄道路線
現在は旧村域に京都丹後鉄道宮福線の辛皮駅・喜多駅が所在するが、当時は未開業。

### 道路
現在は旧村域に綾部宮津道路・宮津与謝道路の宮津天橋立インターチェンジが所在するが、当時は未開通。